# Toratau
Der Toratau (auch Tratau, baschkirisch Торатау, deutsch etwa Festungsberg) ist ein Hügel in Baschkortostan (Russland). Er ist ein Wahrzeichen der Stadt Ischimbai und des Rajons Ischimbai und ist auf dem Wappen und der Flagge der Stadt und des Rajons abgebildet. Der Hügel ist ein sogenannter Schichan (Härtling).
Der Hügel ist in der IUCN-Kategorie III als Naturdenkmal gelistet und ist ein Zentrum eines Geoparks. Er liegt am Ufer der Belaja. An seinem Fuß liegt der See Tugar-Salgan.